# Kerodiadelia
Kerodiadelia is een kevergeslacht uit de familie van de boktorren (Cerambycidae). De wetenschappelijke naam van het geslacht werd voor het eerst geldig gepubliceerd in 2002 door Sudre & Teocchi.

## Soorten
Kerodiadelia is monotypisch en omvat slechts de volgende soort:
- Kerodiadelia capicola Sudre & Téocchi, 2002